# 沙特利雅德球會
沙特利雅德球會（英語：Al-Riyadh SC）是一家沙特阿拉伯的職業足球會，位於利雅德。球隊成立於1953年，初期名稱為艾阿里利雅德。球隊在2023年升上沙特職業足球聯賽。

## 榮譽

### 國內
- 沙特職業足球聯賽（第一級）
  - 亞軍 (1): 1993–94
- 沙特甲組足球聯賽（英语：Saudi First Division League）（第二級）
  - 冠軍 (2): 1977–78, 1988–89
  - 亞軍 (2): 1979–80, 1982–83
- 沙特國王盃
  - 亞軍 (2): 1962, 1978
- 沙特王儲盃
  - 冠軍 (1): 1993–94
  - 亞軍 (2): 1994–95, 1997–98

### 洲際
- 阿拉伯超級盃
  - 亞軍 (1): 1996

## 外部連結
- 官方网站
- Team profile （页面存档备份，存于） at Soccerway